# Diva (電視網)
Diva是NBC環球旗下NBC環球國際電視網所有的衛星及有線電視頻道，節目主要傾向女性節目。

## 歷史

### 1997－2010：Hallmark Channel
Hallmark頻道亞洲版於1997年放送，節目主要播放美國節目，包括《奧普拉·溫弗里秀》及《減肥達人》等。2009年8月19日，頻道分拆成四種不同版本，其中包括菲律賓版本。

### 2010－2014：Diva Universal
Hallmark頻道亞洲版於2010年9月19日結束放送，並改為Diva Universal。

### 2014－至今：Diva
2014年6月16日，Diva Universal簡化為“Diva”。
2019年12月31日，Diva頻道停播。

## 版本
- Diva 亞洲－新加坡／馬來西亞／香港／菲律賓／泰國／雅加達，使用標準畫質於亞洲國家放送。
- Diva 亞洲 HD－於新加坡、馬來西亞、馬爾代夫與汶萊等國家以HD高畫質放送。
- Diva Universal 菲律賓（英语：Diva Universal (Philippines)）－自亞洲版獨立，節目與亞洲版相同，並與當地的太陽娛樂有限公司（英语：Solar Entertainment Corporation）合資。
- Diva 台灣－與亞洲版節目相同，但由杰德影音負責代理當地經營與播送，頻道名稱「DIVA」，带台湾的广告。

## 影集

### 結束更新
- 意外的安排（英语：The Arrangement (2017 TV series)）
- 荒唐分局
- 女巫家庭（英语：Good Witch (TV series)）
- 王牌詐妻
- 詹姆士鎮（英语：Jamestown (TV series)）
- 法網遊龍：特案組
- 無照律師
- 非關男孩
- 麻辣警花（英语：Against the Wall (TV series)）
- 亞特蘭提斯
- 軍妻（英语：Army Wives）
- 如果還有明天
- 諜影迷情
- 唐頓莊園
- 情迷德古拉
- 法網中間人
- 生活向前衝
- 傲骨賢妻
- 費雪成長日記（英语：Growing Up Fisher）
- 新手爸爸妙事多
- 魅力克里夫蘭
- 梅林傳奇
- 怪咖婦產科
- 菜鳥警察
- 一鳴驚人
- 整夜難眠

## 外部連結
- 官方网站
- Diva TV Asia的Facebook專頁
- Diva TV Asia的X（前Twitter）
- Diva TV Asia的Instagram帳戶
- DIVA 頻道 | 杰德影音（页面存档备份，存于）